# Chacona
Em música, uma chacona (do italiano ciaccona) é um gênero musical que utiliza a forma musical baseada na variação de uma pequena progressão harmônica repetida. Originalmente, foi uma rápida dança-canção da Espanha, com um texto muitas vezes grosseiro, a chacona, aos poucos se tornou uma dança lenta, em compasso ternário que surgiu, inicialmente, no século XVI . Atualmente, a chacona é entendida, de uma maneira um tanto ou quanto arbitrária, como um conjunto de variações numa progressão harmônica em contraposição à variação baseada num padrão melódico do baixo, ao qual foi, da mesma forma, identificado artificialmente como uma passacaglia). Na história da música, na prática, considerando a maneira em que uma peça musical é construída, a razão para a escolha dos compositores entre os termos "chaconne" e "passacaglia" não é tão claramente distinguível.
Se o estereótipo padrão de uma chacona "clássica" pudesse ser descrito, seria dito que ele usualmente (mas não sempre) é em tom maior, com compasso ternário, começa no segundo tempo do compasso, e possui um tema de quatro compassos (ou de um múltiplo próximo).
Se formos aceitar a definição de chacona como variações numa progressão harmônica, freqüentemente essa progressão harmônica poderá envolver uma linha do baixo recorrente (um baixo ostinato ou que se repete continuamente), mas tal linha de baixo, deixando-se de lado os acordes envolvidos, pode não estar sempre presente exatamente da mesma maneira, embora seus contornos gerais possam ser percebidos. (A "Chaconne" em Sol menor, para teclado de Händel tem apenas uma pálida analogia com a maneira como se compreende a forma musical.) O ostinato pode descer, passo a passo da tônica para a dominante da escala; ou a harmonia pode enfatizar o círculo de quintas ou um outro padrão dele derivado.
Um dos mais conhecidos e expressivos exemplos de chacona é o movimento final da Partita para Violino nº 2, em Ré menor, de Johann Sebastian Bach. Esta chacona com 13 minutos de duração, utiliza uma frase de quatro compassos num caleidoscópio contínuo de expressões musicais em ambos os tons maior e menor. As Variações Goldberg de Bach, também são freqüentemente reconhecidas como uma chacona com vários movimentos embora Bach não tenha identificado a obra como tal.
Depois do período barroco, a chacona entrou em declínio, embora as 32 Variações em Dó menor, de Beethoven, pertençam à forma. Johannes Brahms manteve a forma viva no último movimento de sua Sinfonia número 4.

## Exemplos de Chaconas
- Johann Sebastian Bach: Chacona da Partita no. 2 para Violino Solo, em Ré menor.
- Dietrich Buxtehude: Chacona em Mi menor, instrumentação de Carlos Chávez
- Johannes Brahms: Sinfonia nº 4, 4º movimento (1884-85).
- Mario Castelnuovo-Tedesco: "El Sueño de la Razón Produce Monstruos", da obra 24 Caprichos de Goya op. 195
- Philip Glass: Sinfonia nº 3, terceiro movimento (movimento lento) (1995).
- George Frideric Händel: Chacona da Suíte em Sol menor para teclado.
- Gustav Holst: Chacona da Primeira Suíte em Mi bemol para Banda Militar (técnicamente é uma passacaglia) [2]
- Jean-Baptiste Lully: Chacona do Phaëton (1683)
- Johann Pachelbel: Cânone em Ré (Ver o verbete, em inglês, en:Pachelbel's Canon para mais exemplos usando a progressão de acordes no Cânone de Pachelbel)
- Henry Purcell: Chacony para cordas e contínuo em Sol menor, Z.730 (1680).
- Tomaso Antonio Vitali: Chacona em Sol menor para violino solo.
- Michiru Yamane: Chacona em Dó menor da trilha sonora de Castlevania: Symphony of the Night, versão Saturn. (nota: Esta peça tem uma intrigante semelhança com a Passacaglia da Passacaglia e Fuga em Dó menor de J. S. Bach's para órgão).